# Vilma Illing

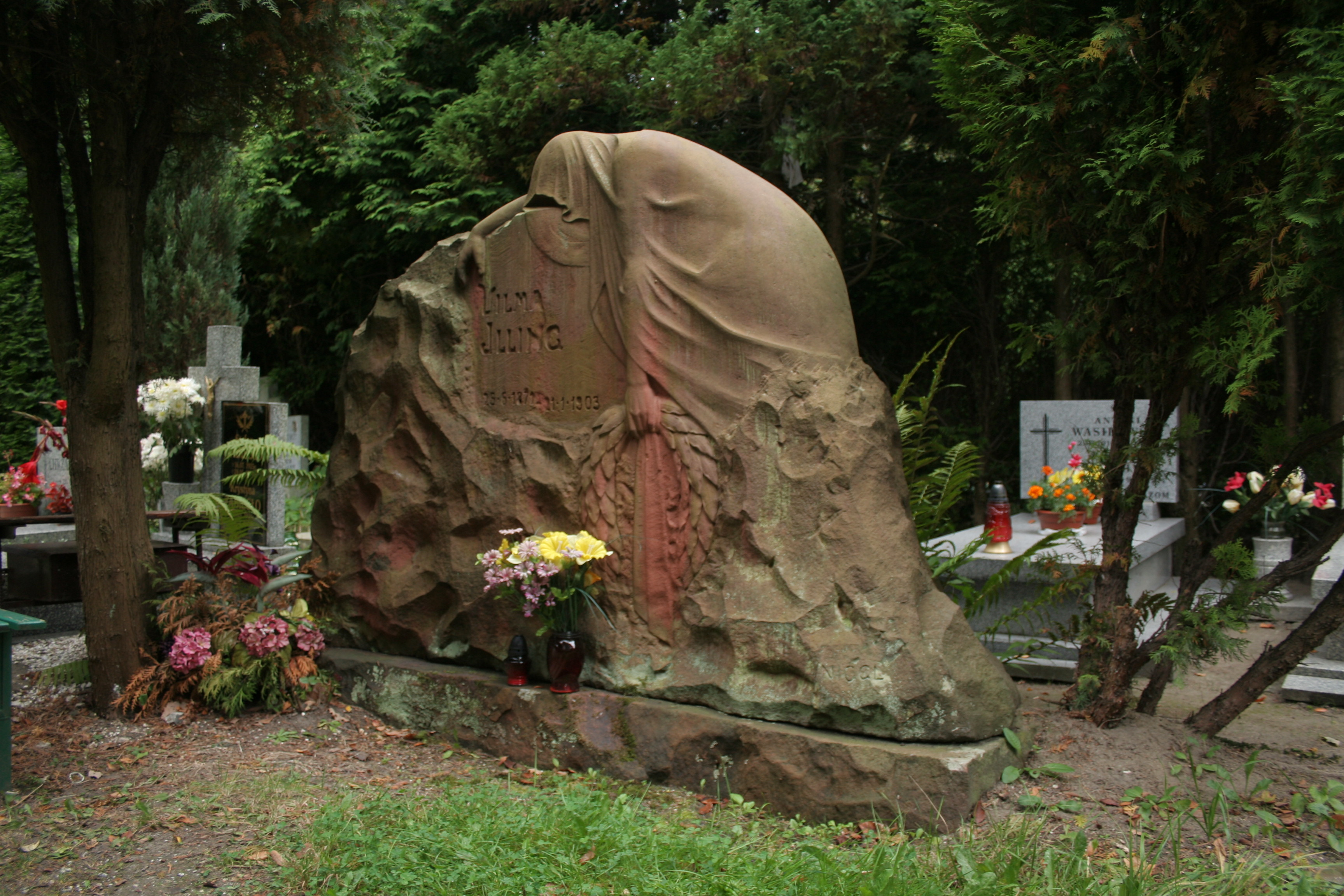
Grabdenkmal Vilma Illings

Vilma Illing (* 26. Juni Anm. 1871 in Villach; † 21. Jänner 1903 in Berlin) war eine österreichische Theaterschauspielerin.

## Leben
Illing, Tochter eines Apothekers, kam in ihrem zwölften Lebensjahr nach Wien. Sie besuchte nach der normalen Schulzeit die Handelsschule. Ihren Klavierunterricht am Konservatorium musste sie 1888 aus familiären Gründen abbrechen. Ihre Theaterlaufbahn begann sie 1891 in Baden bei Wien. Daran schloss sich ein Wanderleben an, das sie unter anderem nach Abbazia, Marburg, Bielitz, Reichenberg und Mainz führte, ehe sie von 1896 an in Breslau tätig war. 1902 ging sie nach Berlin, um dort am Lessingtheater zu spielen, war dann aber auf Grund einer Krankheit gezwungen, sich von der Bühne zurückzuziehen. Im September 1902 hätte sie die Hauptrolle in Rilkes Stück Die weiße Fürstin spielen sollen, was aber wegen ihrer tödlichen Erkrankung nicht mehr möglich war. Rilke erwähnte sie mehrfach in seinen Tagebüchern. Sie war ihm bereits seit ihrer Prager Zeit bekannt. Dort war sie im Sommer 1896 Mitglied des Deutschen Volkstheaters gewesen. Vilma Illing wurde auf dem Gräbschener Friedhof in Breslau bestattet.